# Dipartimento di Bababé
Il dipartimento di Bababé è un dipartimento (moughataa) della regione di Brakna in Mauritania con capoluogo Bababé.
Il dipartimento comprende 3 comuni:
- Bababé
- El Verae
- Aéré M'Bar